# Srednjeveški bolgarski kovanci
Srednjeveški bolgarski kovanci so kovanci, ki so jih kovali bolgarski carji v srednjem veku v času drugega bolgarskega cesarstva.
Ni dokazov, da so kovanci kovani v času prvega bolgarskega cesarstva, kovanje pa je prenehalo po padcu drugega cesarstva z osmansko prevlado leta 1396 ali 1422. Bili so zlati (perperi), srebrni (aspri), 'billon' (kovanci iz zlitine srebra in bakra) in bakreni kovanci, vsi ploščati in votli. Napisi so bili običajno v bolgarskem jeziku in redko v grščini. Zaradi omejenega prostora so bili napisi skrajšani, pogosto napisani z nekaj črkami in posebnimi znaki. Umetniško so nadaljevali bizantinsko numizmatično tradicijo, vendar so bili zasnovi pogosto bolj shematsko. Glavno izrazno sredstvo so bile črte in pike. Bolgarski kovanci so imeli drugačne podobe kot bizantinski in slovanski kovanci, zato tvorijo posebno skupino. Kovanci so pomemben vir za zgodovino drugega bolgarskega cesarstva.

## Ivan Asen II.
Car Ivan Asen II. (1218–1241) je prvi bolgarski vladar, iz časa vladavine katerega so ohranjeni kovanci. Znano je, da sta njegova predhodnika Kalojan (1197–1207) in Boril (1207–1218) kovala imitacije bizantinskih novcev. Čeprav je Kalojan imel pravico do kovanja kovancev od papeža Inocenca III. (in Boril je od njega podedoval to pravico), ni nobenih ohranjenih njunih kovancev in zgodovinarji  domnevajo, da je bil Ivan Asen II. prvi vladar, ki je dejansko koval kovance.
- Zlata perpera - je edini ohranjeni zlati kovanec, ne le srednjeveškega bolgarskega monarha, ampak tudi katerega koli slovanskega vladarja tega obdobja. En primerek je bil leta 1934 najden med drugimi kovanci na območju Prilepa (sodobna Severna Makedonija). Zdaj je v Nacionalnem arheološkem muzeju Bolgarske akademije znanosti. Njegova teža je 4,33 g, premer je 33 mm in je izdelan iz 16-karatnega zlata. Oblika je rahlo votla. Na eni strani sta pokonci upodobljen Ivan Asen II. in sveti Dimitrij Solunski. Svetnik z eno roko daje cesarju meč, z drugo pa polaga krono na glavo Ivana Asena. Napis je v bolgarščini in skrajšan in pravi: »Ivan Asen, car« in »Sveti Dimitar«. Na drugi strani kovanca je upodobljen Kristus Pantokrator. Napis je »Jezus Kristus, car slave«. Zaradi podobnosti s kovanci Teodor Komnen Dukas se domneva, da so bili kovanci morda kovani v kovnici v Solunu, ki je bila takrat pod bolgarsko oblastjo.

Edinstvenost zlate perpere Ivana Asena in posebnost ikonografije sta privedli do dvoma manjšine raziskovalcev o njeni pristnosti.[1] Njena posebnost je dvojna gesta svetega Dimitrija, ki hkrati okrona cesarja in mu poda meč, podoba, ki je ni na bizantinskih ali drugih slovanskih kovancih.
- Billonski kovanci - ohranjenih je okoli sto kovancev te vrste. Na eni strani je pokončna podoba cesarja in svetega Dimitrija, ki drži žezlo z zvezdo. Na drugi strani je upodobljen Kristus Pantokrator. Ti kovanci so bili verjetno kovani v solunski kovnici. Njihova teža je med 3,00 in 3,08 grama.

## Mico Asen
- Billonski kovanci - na eni strani je upodobljen cesar v dolžini 3/4, ki drži križ v levi in žezlo v desni roki. Na drugi strani je sveti Miklavž v polovični dolžini. Napis »Sveti Nikolaj« je v grščini. Svetnik je zaščitnik pomorščakov in je bil cesarjev zavetnik verjetno zato, ker je osebna dežela Mica Asena (1256–1257) vključevala pristanišče Nesebar in njegovo okolico.

## Konstantin Tih
Kovance tega vladarja odlikujejo raznolikost, uporaba novih ikonografskih tipov in natančna gravura.
- Billonski kovanci
  - Prvi tip: Spredaj - Kristus Emanuil; vzvratno - cesar v 3/4 dolžine.
  - Drugi tip: Spredaj - velik latinski križ; hrbtna stran - cesar na prestolu brez hrbta, napis v bolgarščini »Konstantin, car Asen«.
  - Tretji tip: Spredaj - Kristus Ubrus in ligaturni napis »Jezus Kristus«; hrbtna stran - cesar na konju, napis v bolgarščini »Konstantin, car Asen«. Prvič na bolgarskih kovancih je vladar upodobljen na konju. Ikonografski tip Urbus (Mandilion) je edinstven za bizantinsko-slovanske kovance.
  - Četrti tip: Spredaj - Kristus Pantokrator; hrbtna stran - cesar na konju z napisom v bolgarščini »Konstantin, car Asen«.
  - Peti tip: Spredaj - Devica Marija Hagioritisa; hrbtno - cesar pokonci drži žezlo v desni roki. Teža - 3,04 g; premer - 26,25 mm. Ohranjenih kovancev te vrste je malo.
  - Šesti tip: Spredaj - Kristus Pantokrator; hrbtno - cesar pokončen.
  - Sedmi tip: Spredaj - Seraf s šestimi krili; hrbtno - do pol dolg portret cesarja, ki v desni roki drži labrij, v levi pa kroglo s križem. Upodobitev šesterokrilnega serafa je edinstvena za srednjeveške bolgarske kovance. Še vedno ni dokazano, da ta vrsta kovanca pripada Konstantinu Tihu Asenu (1257-1277), ker je napis ohranjenega predmeta poškodovan in je mogoče prebrati le besedo »Car«.

## Jurij I. Terter
- Billonski kovanci: Spredaj - Kristus na prestolu; hrbtno – Jurij I. Terter (1280–1292) in njegov sin Teodor Svetoslav kot socesarja. Stojita pokonci v celotni dolžini in držita skupaj zastavo ali križ.

## Teodor Svetoslav
Teodor Svetoslav (1300–1321) je bil prvi bolgarski vladar, ki je koval srebrnike, imenovane aspra (iz grščine aspron, kar pomeni »bel«).
- Srebrniki: Spredaj - Kristus Pantokrator sedi na prestolu; na hrbtni strani - cesar pokonci drži križ in napis v bolgarščini »Svetoslav, car Bolgarov«. Njegova teža je 1,53 G. Obstajajo tri tovrstne emisije, ki se razlikujejo po kakovosti gravure.
- Billonski kovanci: Spredaj - velik latinski križ; hrbtno - cesar na konju. Upodobitev je podobna upodobitvi Konstantina Tiha, vendar je brez valovitega plašča. Obstajata dve emisiji različnih graverjev. Napisi so v bolgarščini in skrajšani ter pravijo: »Teodor« in »Svetoslav Teodor«.

## Mihael III. Šišman Asen
- Srebrniki: Spredaj - Kristus Pantokrator sedi na prestolu z visokim hrbtom; hrbtna stran - cesar na konju, z napisom »Mihael car«. Številni kovanci Mihaela Šišmana (1323–1330) so bili pozneje ponovno kovani kot kovanci Ivana Aleksandra (1331–1371)

## Ivan Aleksander
- Srebrni kovanci:
  - Prvi tip: Spredaj - Kristus Pantokrator, ki sedi na prestolu; na hrbtni strani cesar pokonci drži žezlo in kroglo s križem. V bolgarščini je napis »Aleksander, car Bolgarov«. Obstaja več vrst, odvisno od njihove teže in gravure.
  - Drugi tip: Spredaj - Kristus pokončen v polni dolžini, blagoslavlja z dvema rokama; obratno – Ivan Aleksander in njegov sin Mihael IV. Asen skupaj držita zastavo. To je najpogostejši srednjeveški bolgarski kovanec, ki ga pogosto odkrijejo med arheološkimi izkopavanji. Imeni obeh socesarjev so zapisani v monogramih. Na nekaterih kovancih so oznake vlaškega kneza Vladislava I. Ta vladar ni koval lastnih kovancev in je uporabljal kovance svojega suzerena Ivana Aleksandra in dodajal svoje znake.

- Bakreni kovanci:
  - Prvi tip: Spredaj - monogram Ivana Aleksandra; hrbtno - cesar na konju.
  - Drugi tip: Spredaj - monogram Ivana Aleksandra; hrbtno - cesar pokonci v polni dolžini drži žezlo in kroglo s križem.
  - Tretji tip: Spredaj - monogrami imena in naslova Ivana Aleksandra; na hrbtni strani cesar pokončen v 3/4 dolžine.
  - Četrti tip: Spredaj - upodobitev gradu s tremi stolpi in napisom v bolgarščini »Tarnovo«; na hrbtni strani - Ivan Aleksander in njegov sin Mihael Asen držita zastavo. To so najpogostejši bolgarski bakreni kovanci iz srednjega veka. Stilizirana podoba prestolnice je vidna samo tam in je uporabljena v sodobnem grbu Velikega Tarnova.
  - Peti tip: Spredaj - monogram v obliki trizoba, ki spominja na monograme Mihaela Šišmana; na hrbtni strani Ivan Aleksander in Mihael Asen držita križ skupaj.
  - Šesti tip: Spredaj - monogrami z imenom in naslovom monarha; na hrbtni strani - Ivan Aleksander in cesarica Teodora skupaj držita križ. Obstajajo tri različice tega običajnega kovanca.
  - Sedmi tip: Spredaj - Kristus Pantokrator na prestolu; na hrbtni strani nadangel Mihael. Zaradi pomanjkanja vladarjevega imena ni dokazano, ali pripada kovanec Ivanu Aleksandru. Obstajajo teorije, da ga je koval Mihael II. Asen.
  - Osmi tip: Spredaj - križ z akantovimi listi; na hrbtni strani - Ivan Aleksander pokonci v polni dolžini. Obstaja več vrst, ki se razlikujejo po teži in kakovosti graviranja.
  - Deveti tip: Spredaj - križ z akantovimi listi; na hrbtni strani - dvoglavi orel. Ni dokazano ali ti kovanci pripadajo Ivanu Aleksandru. Gravura je zelo kvalitetna.
  - Deseti tip: Spredaj - pravoslavni križ; na hrbtni strani monogram-trizob, enak tistemu na bakrenem kovancu cesarja in njegovega sina Mihaela Asena.

Nekateri bakreni kovanci Ivana Aleksandra so votli (stamini), drugi pa ploščati (asarioni)

## Mihael II. Asen
- Srebrni kovanci:
  - Prvi tip: Spredaj - Kristus na prestolu; na hrbtni strani - Mihael Asen in sveti Štefan pokonci držita zastavo. Kovanec je nekoliko podoben beneškim dukatom. Imena princa in svetnika sta na različnih vrstah kovanca zapisana na različne načine. Teža je od 1,40 g do 1,90 g.
  - Drugi tip: Spredaj - Kristus na prestolu; na hrbtni strani - Mihael Asen in njegova žena Irina, ki držita zastavo. Po mnenju nekaterih raziskovalcev so kovanci Mihaela II. Asena in njegove matere Irine Komnine. Obstajata dve različici tega kovanca. V drugi varianti Mihael Asen in njegova žena držita križ namesto zastave. Napis je v bolgarščini in pravi »Irina carica, Mihail car«. Teža se giblje od 1,50 G do 1,80 G.

- Bakreni kovanci:
  - Prvi tip: Spredaj - doprsni kip Kristusa Pantokratorja; na hrbtni strani - Mihael Asen pokonci v celotni dolžini z napisom v bolgarščini »Mihail car«. Ta kovanec velja za del kovancev Mihaela Asena zaradi podobnosti tehnike graviranja s kovanci Ivana Aleksandra.

Drugi tip: Spredaj - monogram-trizob; na hrbtni strani Mihael Asen na konju. Po nekaterih raziskavah je kovanec Mihaela Šišmana.